# Illa Stephens (Colúmbia Britànica)
L'illa Stephens és una illa de la costa nord de la Colúmbia Britànica, Canadà, a l'estret d'Hècate, al nord-oest de l'illa Porcher i al sud-oest de Prince Rupert. A l'illa hi destaca el mont Stephens, de 432 msnm, a l'extrem sud-est de l'illa i Congreve Hill, al nord-oest, de 150 msnm.
L'illa va rebre el nom del capità George Vancouver en honor de Sir Philip Stephens, secretari de l'Almirallat de 1763 a 1795.